# Lorenzo Anadón
Lorenzo T. Anadón (Rosario del Tala, 10 de junio de 1855 - Buenos Aires, 13 de diciembre de 1927) fue un abogado, diplomático y político argentino, que ejerció como ministro de Hacienda de su país a principios del siglo XX, durante la presidencia de Roque Sáenz Peña.

## Biografía
Nacido en Rosario del Tala, un pequeño pueblo de la provincia de Entre Ríos. Cursó sus primeras letras en la localidad de Diamante, la educación secundaria en Paraná y se doctoró en jurisprudencia en la Universidad de Córdoba.
En 1874 se inició como periodista en la localidad de Victoria (Entre Ríos), y más tarde fue profesor en el Colegio Nacional de Monserrat, en Córdoba. Fundó el diario La Provincia.
En 1884 fue elegido diputado provincial en Córdoba, aunque a partir del año siguiente se estableció en forma permanente en la provincia de Santa Fe; en 1896 fue elegido diputado provincial en Santa Fe. En esa provincia fue también director general de Escuelas, y luego senador nacional por la misma.
A partir de 1892 se instaló en Buenos Aires, donde fue uno de los impulsores de la creación de la Facultad de Filosofía y Letras de la Universidad de Buenos Aires, de la que fue profesor y decano.
En 1901 participó de la Conferencia Panamericana de México, atacando las leyes proteccionistas de los Estados Unidos. A continuación realizó un largo viaje por los Estados Unidos y Europa. A su regreso fue nombrado presidente del Crédito Público de la Nación. En 1904 fundó el Banco Escolar. En 1905 fue nombrado embajador de su país en Chile, cargo que ocupó durante varios años.
El presidente Roque Sáenz Peña lo nombró ministro de Hacienda en julio de 1913. Su gestión estuvo marcada por la inestabilidad propia de las vísperas de la Primera Guerra Mundial, pero el continuo ascenso de los precios de las exportaciones permitieron ocultar los efectos perniciosos de la volatilidad financiera.
Cuando el avance de la enfermedad que llevaría al presidente a la muerte se hizo irreversible, su sucesor Victorino de la Plaza cambió todo el gabinete de ministros. Anadón pasó a ocupar el cargo de director del Banco de la Nación Argentina.
Tras la victoria de Hipólito Yrigoyen se alejó de los cargos en el gobierno nacional, pero ocupó cargos públicos de otra naturaleza: en 1917 fue presidente de la Junta Nacional de Círculos Obreros Católicos, y dos años más tarde fundó un pequeño partido al que llamó Unión Popular Católica, de orientación conservadora. Pese a sus ambiciones, este partido terminó por desaparecer, con lo que Anadón se retiró definitivamente de la escena pública en 1925, acogiéndose a la jubilación.
Lorenzo Anadón fue vicepresidente y luego presidente del directorio argentino de la empresa, de capitales ingleses y franceses, La Forestal, desde 1921.[cita requerida]
Falleció en la Capital Federal a fines de 1927. Sus restos descansan en el Cementerio de la Recoleta.